# DDR-Meisterschaften im Turnen 1950

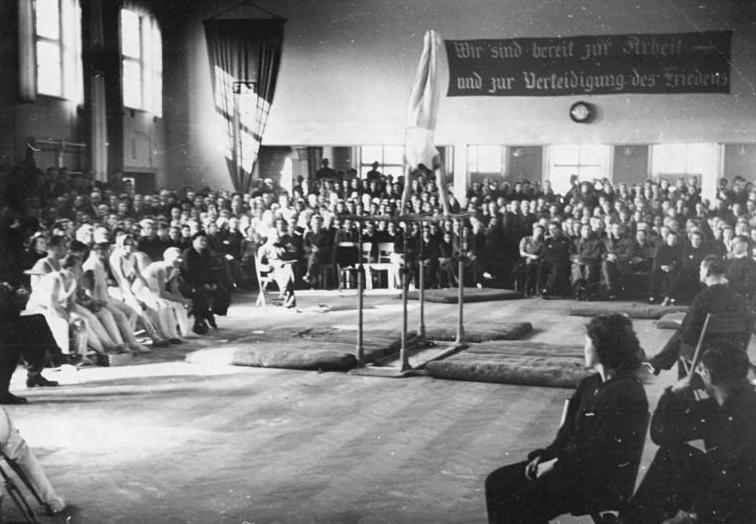
Mehrkampfmeister Alfred Müller bei einer Übung am Barren

Die ersten Meisterschaften der Deutschen Demokratischen Republik im Geräteturnen wurden am 21. und 22. Oktober 1950 in der thüringischen Stadt Greiz ausgetragen.

## Hintergrund
Nachdem im Vorjahr eine Ostzonenmeisterschaft stattgefunden hatte, wurde im Oktober 1950 zum ersten Mal eine DDR-Meisterschaft im Gerätturnen ausgetragen. Gymnastik und Turnen galten als sogenannte Grundsparte der demokratischen Sportbewegung in der Deutschen Demokratischen Republik und waren somit von besonderer Bedeutung.
Für die Meisterschaften, die in der Sportschule des Deutschen Sportausschußes in Greiz stattfanden, hatten sich aus den sechs Ländern Berlin, Brandenburg, Mecklenburg, Sachsen, Sachsen-Anhalt und Thüringen jeweils sechs Turnerinnen und Turner qualifiziert. Im Zwölfkampf der Männer galten der Vorjahressieger Heinz Boll (Berlin) und Alfred Müller (Leuna) als Favoriten auf den Titel, als aussichtsreiche Kandidaten wurden auch die Nachwuchsturner Albin Lätzer (Greiz) und Gerhard Braune (Jena) genannt. Als Favoritinnen im Achtkampf der Frauen wurden Gertrud Bürgstein (Rudolstadt), Dorothea Dittmar (Halle) und Helga Speck (Halle) sowie die Leipziger Turnerinnen geführt. Die Vorkämpfe fanden am Sonnabend und Sonntag jeweils ab neun Uhr statt, die Endkämpfe wurden am Sonntag ab 15 Uhr ausgetragen.

## Ergebnisse

### Männer

#### Zwölfkampf
Den Titel im Zwölfkampf der Männer sicherte sich Altmeister Alfred Müller, nachdem der Nachwuchsturner Albin Lätzer bis zur neunten Übung geführt hatte.
| Platz | Turner         | Stadt       | Punkte |
| ----- | -------------- | ----------- | ------ |
| 1.    | Alfred Müller  | Berlin      | 113,25 |
| 2.    | Albin Lätzer   | Greiz       | 112,45 |
| 3.    | Heinz Boll     | Berlin      | 112,00 |
| 4.    | Jochen Nonnast | Halberstadt | 111,05 |

#### Gerätefinals
| Platz | Turner       | Stadt | Punkte |
| ----- | ------------ | ----- | ------ |
| 1.    | Albin Lätzer | Greiz | 19,35  |

| Platz | Turner        | Stadt  | Punkte |
| ----- | ------------- | ------ | ------ |
| 1.    | Alfred Müller | Berlin | 19,45  |

| Platz | Turner        | Stadt | Punkte |
| ----- | ------------- | ----- | ------ |
| 1.    | Fritz Limburg | Ruhla | 19,35  |

| Platz | Turner        | Stadt  | Punkte |
| ----- | ------------- | ------ | ------ |
| 1.    | Alfred Müller | Berlin | 19,35  |

| Platz | Turner       | Stadt | Punkte |
| ----- | ------------ | ----- | ------ |
| 1.    | Albin Lätzer | Greiz | 19,45  |

| Platz | Turner        | Stadt  | Punkte |
| ----- | ------------- | ------ | ------ |
| 1.    | Alfred Müller | Berlin | 19,80  |

### Frauen

#### Achtkampf
Den Titel im Achtkampf der Frauen sicherte sich Charlotte Scholz, die auch alle Einzeldisziplinen gewinnen konnte. Ursula Mandel, die nach den Pflichtübungen noch den zweiten Platz belegte, wurde im Laufe der Kürübungen von drei Konkurrentinnen überholt und belegte in der Endabrechnung den fünften Rang.
| Platz | Turner            | Stadt      | Punkte |
| ----- | ----------------- | ---------- | ------ |
| 1.    | Charlotte Scholz  | Leipzig    | 78,65  |
| 2.    | Ursula Pagel      | Leipzig    |        |
| 3.    | Gertrud Bürgstein | Rudolstadt |        |
| 4.    | Hilde Dietze      | Leipzig    |        |
| 5.    | Ursula Mandel     | Berlin     |        |

#### Gerätefinals
| Platz | Turner           | Stadt   | Punkte |
| ----- | ---------------- | ------- | ------ |
| 1.    | Charlotte Scholz | Leipzig | 10,0   |

| Platz | Turner           | Stadt   | Punkte |
| ----- | ---------------- | ------- | ------ |
| 1.    | Charlotte Scholz | Leipzig | 9,90   |

| Platz | Turner           | Stadt   | Punkte |
| ----- | ---------------- | ------- | ------ |
| 1.    | Charlotte Scholz | Leipzig | 9,70   |

| Platz | Turner           | Stadt   | Punkte |
| ----- | ---------------- | ------- | ------ |
| 1.    | Charlotte Scholz | Leipzig | 9,60   |

| Platz | Turner           | Stadt   | Punkte |
| ----- | ---------------- | ------- | ------ |
| 1.    | Charlotte Scholz | Leipzig | 9,80   |

| Platz | Turner           | Stadt   | Punkte |
| ----- | ---------------- | ------- | ------ |
| 1.    | Charlotte Scholz | Leipzig | 19,65  |